# Tirbitann
Tirbitann ist eine Bucht in der Landgemeinde Saaremaa im Kreis Saare auf der größten estnischen Insel Saaremaa. Sie liegt im Naturschutzgebiet Kahtla-Kübassaare hoiuala. 
In der Bucht liegt eine kleine unbenannte Insel.
Die Bucht ist 360 Meter breit und schneidet sich 130 Meter tief ins Land ein.